# Калинкина, Прасковья Ивановна
Прасковья Ивановна Кали́нкина — советский хозяйственный, государственный и политический деятель.

## Биография
Родилась в 1901 году в селе Тетерино Юхновского уезда Смоленской губернии (позже — Знаменского района, ныне — Угранского района Смоленской области).
С 1920 года на хозяйственной, общественной и политической работе. В 1920—1956 гг. — курьер в Чебоксарском уездном исполкоме, на сельскохозяйственном производстве в Моргаушском районе, воспитывала троих детей, повар в Чебоксарской городской больнице, заведующая отделом общепита Чебоксар, инструктор Чебоксарского горкома ВКП(б), председатель исполкома Чебоксарского горсовета, заместитель наркома пищевой промышленности ЧАССР, министр пищевой промышленности Чувашской АССР.
Член ВКП(б) с 1936 года.
Избиралась депутатом Верховного Совета РСФСР 1-го созыва.
Умерла в 1978 году.

## Награды
- орден Трудового Красного Знамени
- медали.